# Rancho Norte
Rancho Norte ist eine Ortschaft im Departamento Tarija im südamerikanischen Anden-Staat Bolivien.

## Lage im Nahraum
Rancho Norte ist der bevölkerungsreichste Ort des Kanton El Rancho im Municipio San Lorenzo in der Provinz Eustaquio Méndez. Der Ort liegt auf einer Höhe von 1990 m am rechten, westlichen Ufer des Río Nuevo Guadalquivir, zwölf Kilometer nördlich von Tarija, der Hauptstadt des Departamentos.

## Geographie
Rancho Norte liegt am südöstlichen Rand der Hochebene des bolivianischen Altiplano auf dem Übergang zum Tiefland. Das Klima ist wegen der Binnenlage über mehr als die Hälfte des Jahres trocken, jedoch weitaus weniger rau als die Hochfläche und weist ein typisches Tageszeitenklima auf, bei dem die Temperaturschwankungen zwischen Tag und Nacht in der Regel deutlich größer sind als die jahreszeitlichen Schwankungen (siehe Klimadiagramm Tarija).
Die Jahresdurchschnittstemperatur der Region liegt bei 19 °C und schwankt nur unwesentlich zwischen 15 °C im Juni/Juli und 22 °C von Dezember bis Februar (siehe Klimadiagramm Tarija). Der Jahresniederschlag beträgt etwa 550 mm, mit einer stark ausgeprägten Trockenzeit von April bis Oktober mit Monatsniederschlägen unter 30 mm, und einer Feuchtezeit von Dezember bis Februar mit über 100 mm Monatsniederschlag.

## Bevölkerung
Die Einwohnerzahl der Ortschaft ist in den vergangenen beiden Jahrzehnten um etwa die Hälfte angestiegen:
| Jahr | Einwohner | Quelle       |
| ---- | --------- | ------------ |
| 1992 | 1035      | Volkszählung |
| 2001 | 1016      | Volkszählung |
| 2012 | 1123      | Volkszählung |
| 2024 |           | Volkszählung |

## Verkehrsnetz
Rancho Norte liegt in nördlicher Richtung in einer Entfernung von zwölf Straßenkilometern von Tarija, der Hauptstadt des gleichnamigen Departamentos.
Durch Tarija führt die asphaltierte Nationalstraße Ruta 1, die von Bermejo im Süden an der argentinischen Grenze das gesamte bolivianische Hochland in Süd-Nord-Richtung bis zur peruanischen Grenze bei Desaguadero durchquert und dabei außer Tarija auch die Metropolen Potosí, Oruro und El Alto passiert. Zwölf Kilometer nördlich von Tarija bei Rancho Norte verlässt die Ruta 1 in westlicher Richtung das Tal des Río Guadalquivir, während eine asphaltierte Landstraße in nördlicher Richtung nach San Lorenzo und weiter nach Lajas Merced und Canasmoro führt.